# Pinilla Trasmonte
Pinilla Trasmonte es un municipio de la provincia de Burgos, Castilla y León (España). Está ubicado en el valle del Esgueva en la comarca de la Ribera del Duero. Forma parte de la Mancomunidad de La Yecla, con sede en Santa María del Mercadillo.
Tiene accesos a las siguientes localidades: Oquillas, Villalbilla de Gumiel, Santa María del Mercadillo, Pineda Trasmonte, Ciruelos de Cervera, Nebreda, Bahabón de Esgueva, Tejada y Cilleruelo de Arriba.

## Historia

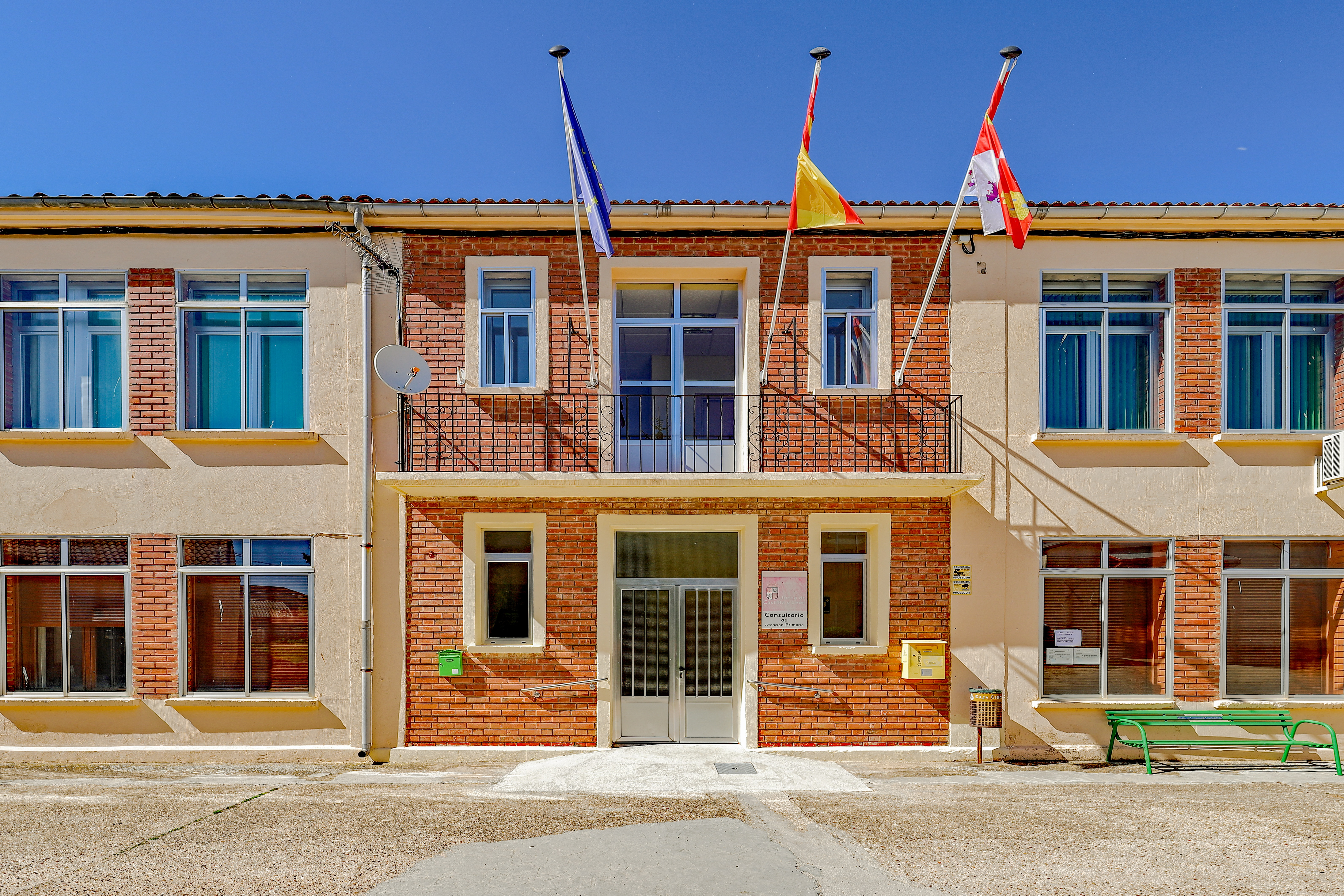
Casa consistorial

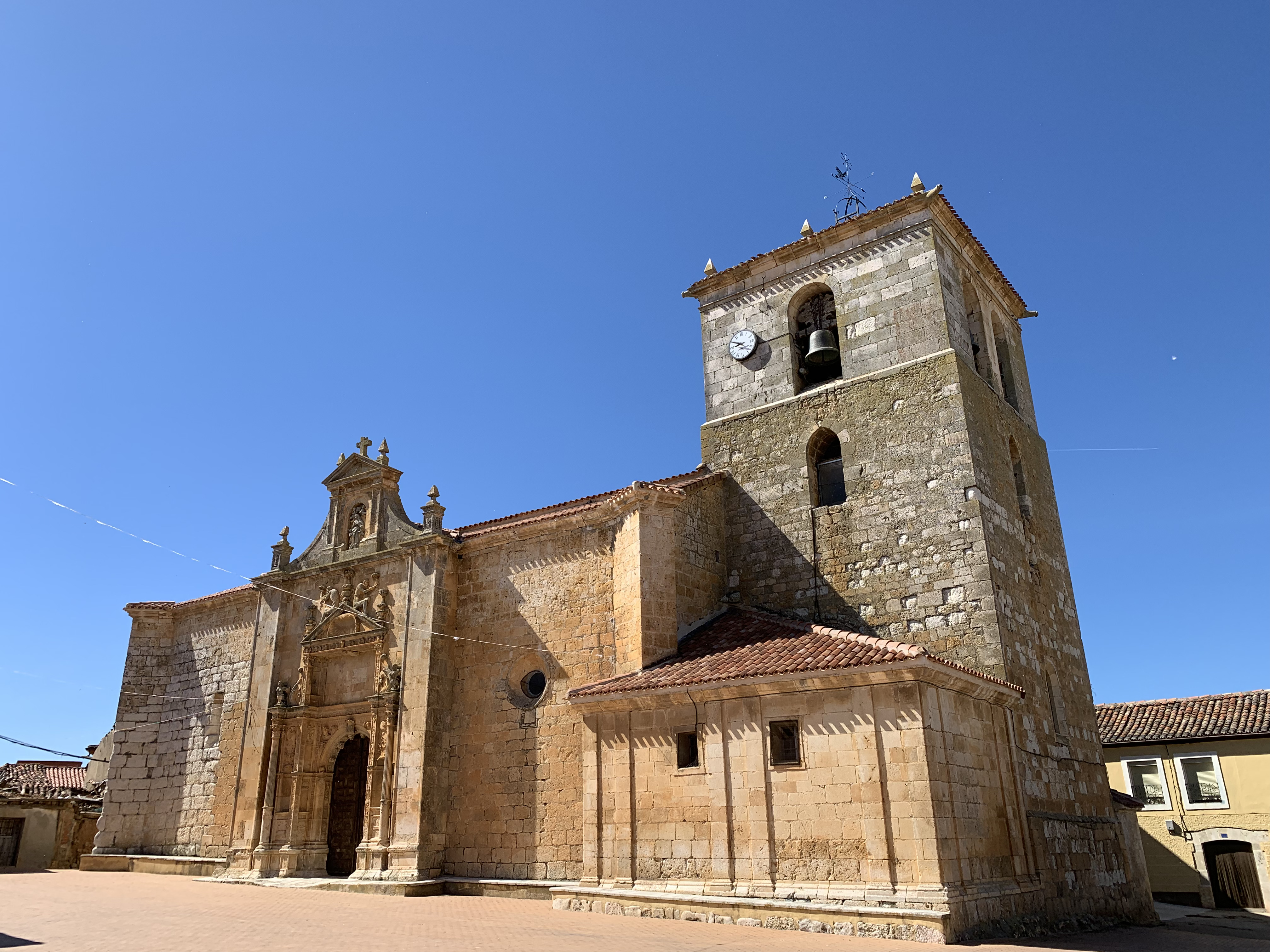
Iglesia de Nuestra Señora de la Asunción

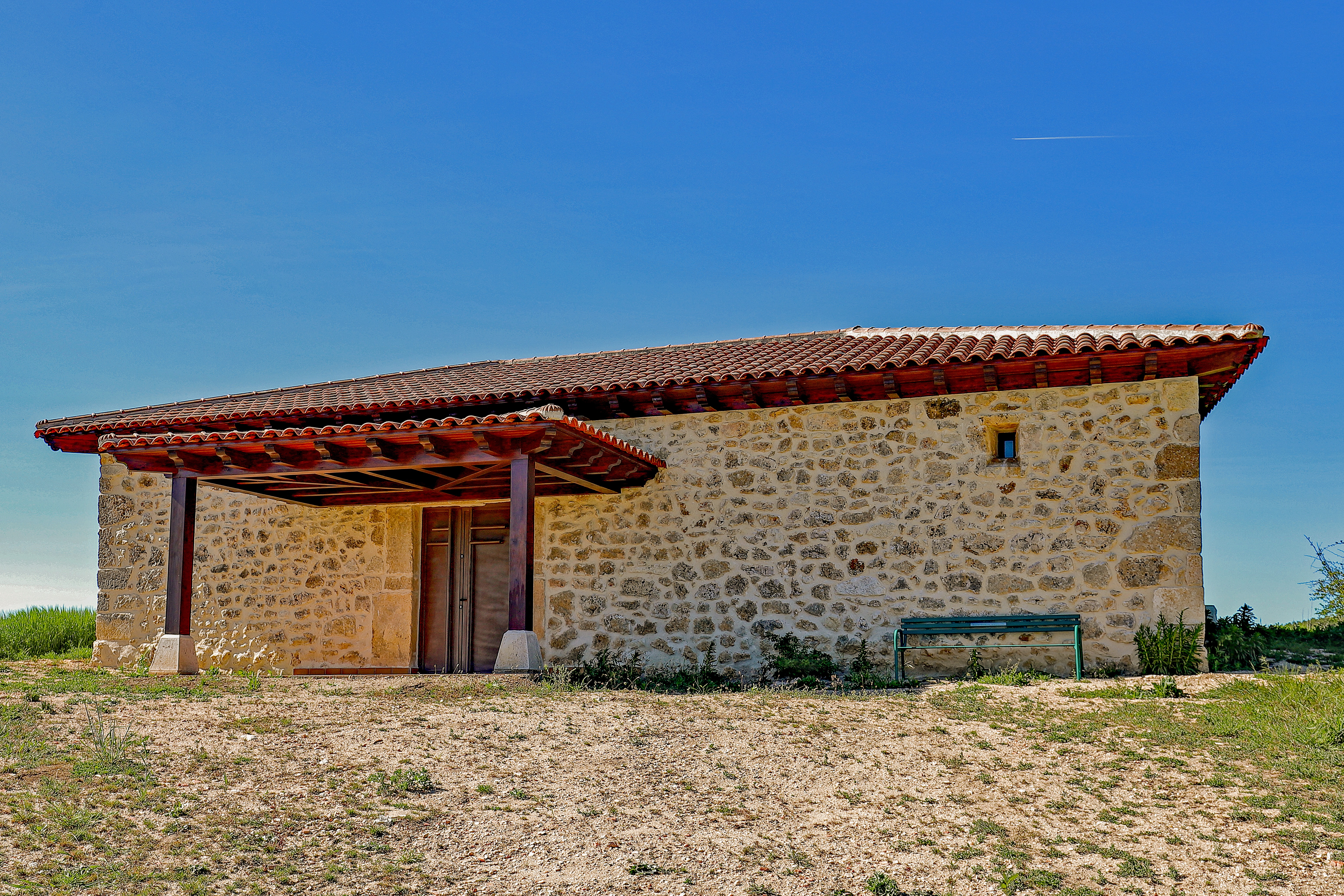
Ermita

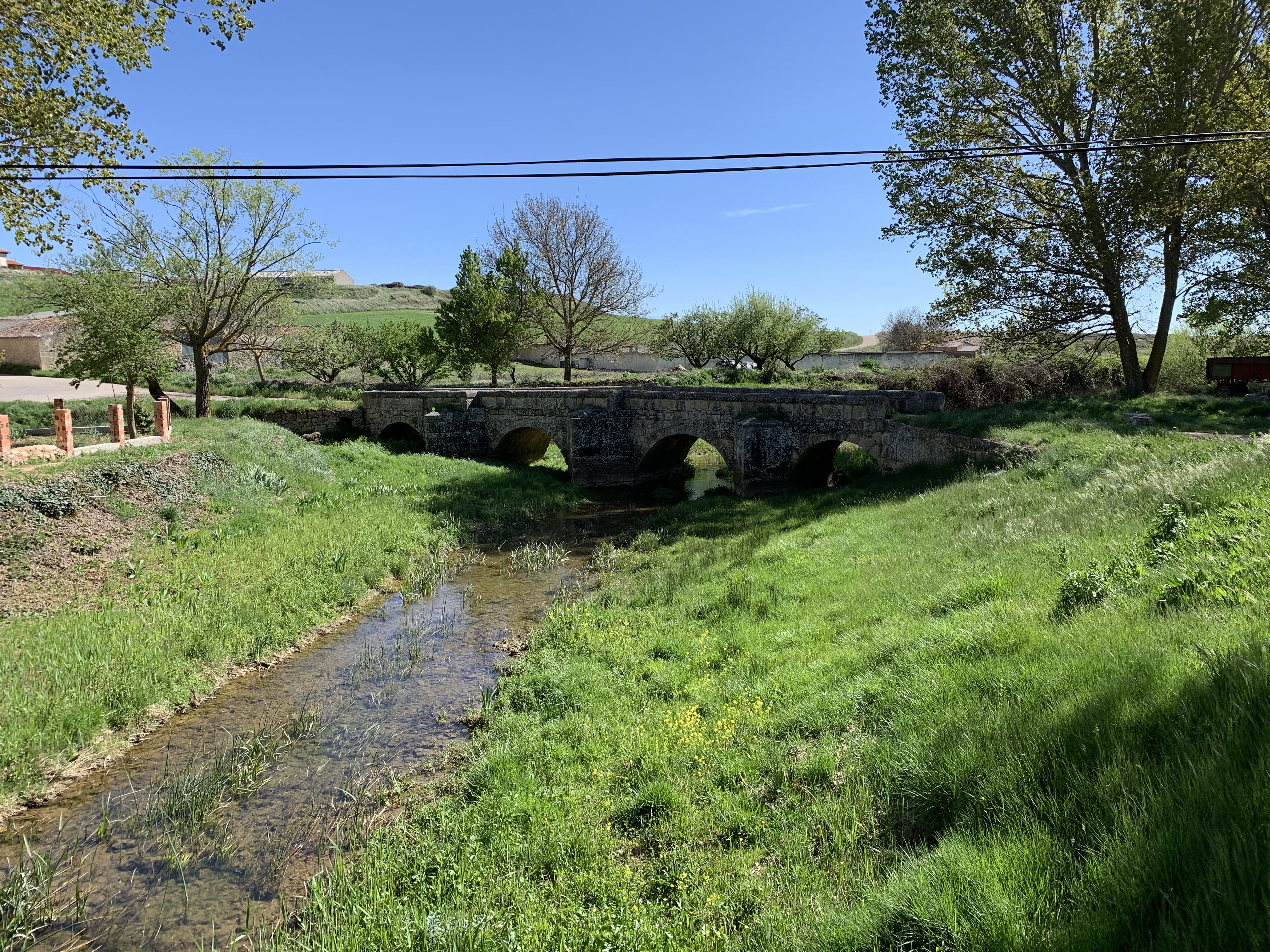
Río Esgueva puente Bajero, siglo XVI

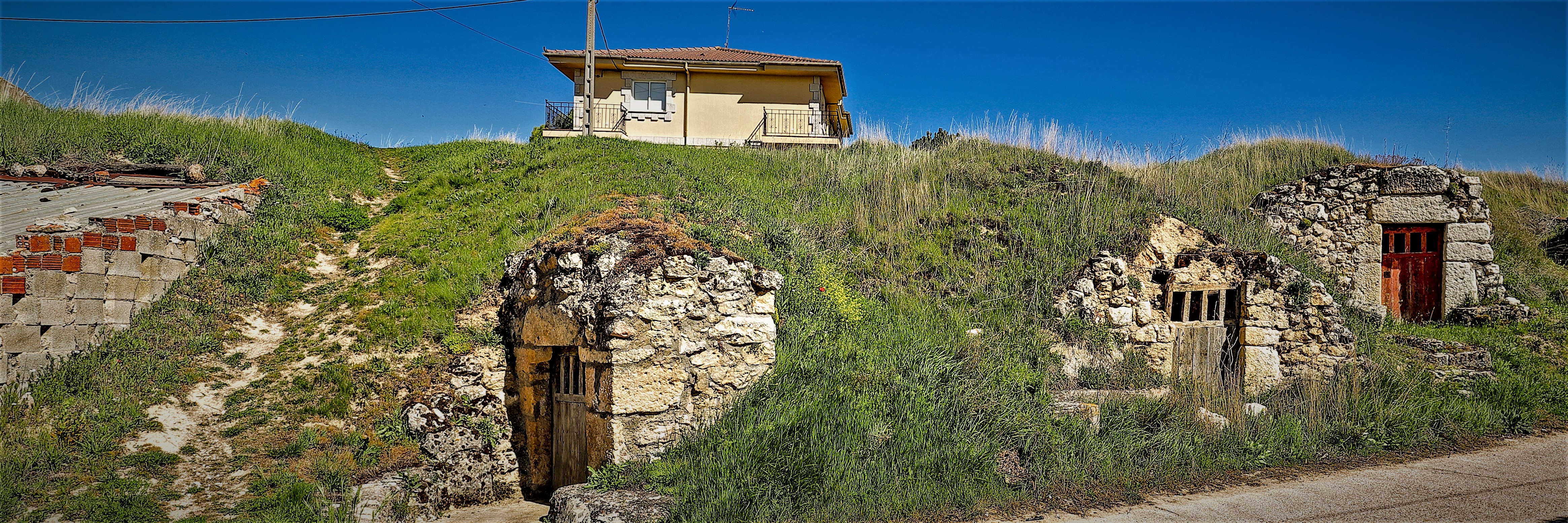
Bodegas

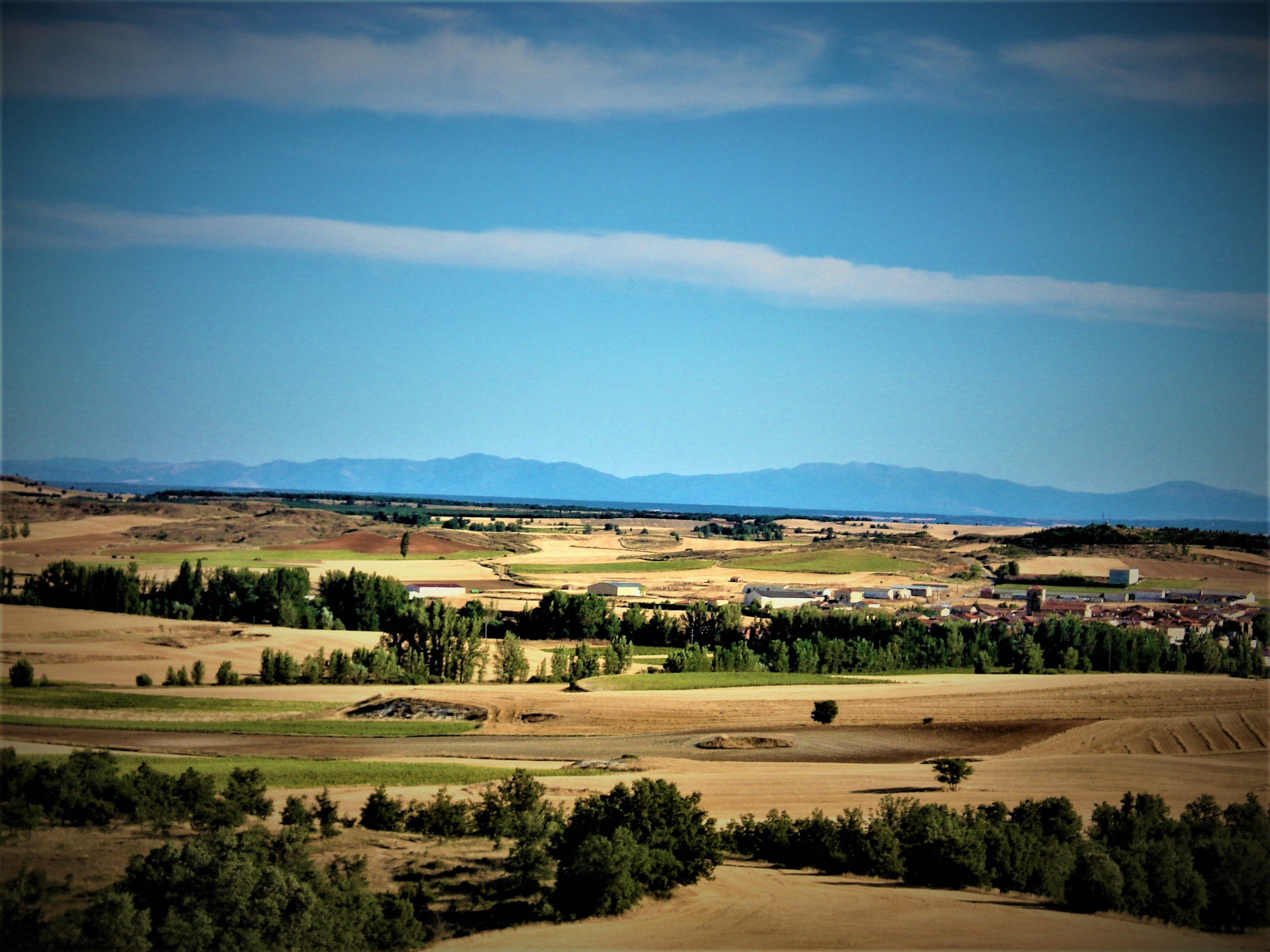
Vista panorámica

### Orígenes
En el cerro del Alto de San Pedro se encuentra los últimos vestigios de lo que en el siglo VI a. C. fue un asentamiento celtíbero. Una maqueta de lo que debió ser el mismo se encuentra el Museo Arqueológico de Burgos.
Los celtíberos de este lugar pertenecían a la tribu de los arévacos.
Los sekobirikes son los posibles fundadores de nuestro pueblo. «Posibles», porque al parecer los arqueólogos no están seguros de esta aseveración. Dado que la leyenda SEKoBiRIKeS, inscrita con caracteres iberos debajo del caballo representado en las monedas, representa la ceca donde fue acuñado el denario. Como veréis en la explicación siguiente, la ceca es un lugar ajeno al castro y totalmente alejado del mismo, de lo que se deduce que la aparición del denario en el recinto castreño, así como otros objetos de gran valor, demuestra que sus habitantes ya mantenían sustanciosas relaciones comerciales con otros pueblos, en las que se utilizaban denarios de plata como medio de pago.
Sekobirikes: Ceca tradicionalmente ubicada en un asentamiento indígena previo a Segobriga, sito en Cabeza de Griego, Saelices (Cuenca). Actualmente se cree que era una ceca itinerante de Sertorio, o más probablemente, que estuviera situada en el sector formado por el Alto Duero y el Pisuerga (Pinilla de Trasmonte, Burgos), ya que debido a su apoyo a Sertorio, la ciudad debió ser trasladada a la Carpetania. Durante el siglo I a. C. y en época post-sertoriana tiene una emisión de ases con leyenda latina y convertida en Municipium SEGOBRIGA continuó sus acuñaciones hasta tiempos de Calígula. 
Las monedas encontradas en El Pradillo tienen en una de sus caras una faz de un hombre con el pelo rizado y en la otra un caballo a galope con jinete armado con lanza. Las grafías indicadas en la parte baja nos dan a entender que se trata de la ceca denominada SEKOBIRIKE.

## Las cañadas
Por nuestro pueblo pasaban unos ramales de la principal Cañada Real Soriana en su recorrido hacia Aranda.
La subida hacia la sierra de las ovejas merinas seguía la Cañada del Otero, Cañada de Fuentecoso, Matalesa, La Muela, Los Orcajos y continuaba por los Tres Mojones. Cuando hacía el recorrido de vuelta hacia Extremadura pasaban por la cañada de Tablada hacia el puente bajero, Carropineda, el Prado y la Grimosa. En este recorrido tenían un descanso casi fijo en la fuente de la Gotera (Tablada).

### Orígenes
La Mesta era una sociedad creada por Alfonso X en 1284 que controlaba hasta el mínimo detalle la ganadería lanar trashumante en la Corona de Castilla durante la Baja Edad Media hasta su desaparición en 1836.
La ganadería lanar conoció un fabuloso desarrollo en el transcurso de los siglos XIV y XV.
El descenso de la mano de obra motivada por el efecto de la Peste negra en 1345 facilitó la dedicación de muchos terrenos, antes cultivados a pastos para el ganado.
También actuó de estímulo la coyuntura internacional, que posibilitó la participación creciente de Castilla en el abastecimiento de lana a Flandes, sustituyendo en ese papel a Inglaterra, antigua proveedora de ese producto.

### Las cañadas y el desarrollo
El desarrollo de la trashumancia a larga distancia y la constitución definitiva de las grandes cañadas solo fueron posibles una vez que la Meseta meridional estuvo firmemente asentada bajo el poder cristiano, lo que no aconteció hasta después de la conquista de Andalucía Bética.
Las cañadas fueron la base de las infraestructuras que posibilitaron el desarrollo de la trashumancia castellana.
En un principio, el término cañada designaba solamente aquellos tramos de caminos que limitaban con campos cultivados pero con el tiempo se llamó cañada a cualquier ruta utilizada por las ovejas en su desplazamiento desde los invernaderos hasta los agostaderos. Una reglamentación estricta aseguraba el buen funcionamiento de las cañadas. Su anchura máxima, cuando la cañada cruzaba tierras de cultivo, era de 90 varas castellanas (1 vara = 835 mm y 9 décimas) pero no había límite alguno cuando pasaba por perdidos o montes comunales.
No todas las cañadas tenían la misma importancia. Había unas rutas principales y otras secundarias (roncales, cordeles etc.).
Las rutas principales eran cuatro: leonesa, segoviana, soriana y conquense.

### Pastores
Los contratos de los pastores eran anuales, comenzando el 27 de junio, fijándose un sueldo uniforme que se cobraba ese mismo día. 
La retribución oficial en el siglo XIV era de doce fanegas de trigo, una quinta parte de las ovejas nacidas del rebaño durante el año, una séptima parte de la producción de queso y seis maravedíes por cada cien ovejas bajo su cuidado. Libres de impuesto podía mantener sus propias ovejas, junto a las del amo, recibiendo también los huesos y la lana de las reses muertas.
El patrono debía alimentos al personal recibiendo la misma cantidad de comida que los perros mastines.
Dentro de los pastores existían unos rangos:
- Mayoral, era la máxima autoridad que tenía a su cargo dos o más rebaños, pertenecientes a uno o más dueños. Se ocupaba de la contratación del personal, compra de alimentos, compra y venta de ganado.
- Rabadán, recibía y transmitía las órdenes del mayoral, se ocupaba de la vigilancia del ganado.
- Compañero o ayudador, atiende a los mansos, se encarga del cuidado del primer hatajo o rebaño.
- Zaguero, corren de su cuenta las yeguas y el hatajo del medio.
- Pastor I, lleva el cuidado y el control del hatajo tardío.
- Pastor II, vigila y atiende a los carneros.
- Pastor III, cuida de la majada y los corrales.
- Zagal, despertaba a los pastores, recogía los caballos, acarreaba el agua y la leña, encendía el fuego.

Cada cabaña de ganado estaba a cargo de un mayoral y se dividía en rebaños de 1000 cabezas; los rebaños más pequeños se llamaban hatos o manadas.
El rebaño comprendía cincuenta carneros con cuatro zagales, rabadones y cinco mastines, iba acompañado también por varias mulas de carga.
La partida de las dehesas comenzaba en abril, esquilándose los rebaños en la mitad del camino. Se hacía en corrales, equipándoles anteriormente para que se sudarase y se ablandase la lana.
Los esquiladores trabajaban en grupos de ciento cincuenta hombres llegando a esquilar diariamente las mil ovejas.
La lana de la oveja merina, de una calidad excelente, se comercializaba a través de las lonjas Medina del campo y puertos del Cantábrico con rumbo a Inglaterra o Flandes.
Para el pastor los ganados trashumantes eran un medio de vida; para el propietario significaba una renta para el gobierno de la noche, una fuente de tributos. Los ganaderos debían de pagar el portazgo por pasar por puertos de muralla y por puentes o el montazgo por el paso de montes particulares.
La decadencia de la trashumancia fue progresiva desde mediados del siglo XVI. La coyuntura bélica de la Guerra de la Independencia creó dificultades a la Mesta así como la competencia con otras lanas más baratas.
La repoblación forestal provocó una disminución de los pastos disponibles, se incrementaron los cultivos intensivos y los regadíos en las zonas donde tradicionalmente invernaba el ganado.
La posterior expansión urbana, las privatizaciones ilegales, la construcción de embalses y el gran desarrollo del transporte tanto el ferrocarril como por carretera hicieron que se fuese eliminando la base de la trashumancia.

## Demografía
Pinilla de Trasmonte cuenta con una población de 162 habitantes (INE 2024).
| Gráfica de evolución demográfica de Pinilla de Trasmonte entre 1842 y 2021                                            |
| |
| Población de derecho según los censos de población del INE. Población de hecho según los censos de población del INE. |

## Patrimonio
- Puentes del siglo XVI, Pinilla cuenta con dos puentes: el Bajero y el Encimero.[2]

- Calzada romana, la calzada romana apenas queda visible en la actualidad, existen documentos relativos a su existencia.

- Asentamiento celtíbero, en el cerro del Alto de San Pedro se encuentra los últimos vestigios de lo que en el siglo VI a. C. fue un asentamiento celtíbero. Una maqueta de lo que debió ser el mismo se encuentra el Museo Arqueológico de Burgos.

- Iglesia gótica, de finales del siglo XV, se alza en la plaza mayor, cuenta con una torre campanario que surge a la izquierda del altar. La portada de estilo plateresco, en su decoración, pero manierista en su composición, del siglo XVI, se le atribuye a la escuela de Juan de Vallejo. La decoración es variada: arpías, candelieri, grutescos, dos medallones a ambos lados de la puerta. Rematando todo el conjunto de la portada la imagen de la Asunción de Ntra. Sra. El interior, con tres naves cubiertas con bóvedas de crucería apoyadas en pilares sobre los que se asienta la cúspide de la iglesia, a los lados imágenes de San Laureano, San Isidro, La Virgen del Carmen, La Dolorosa, Cristo Rey, San Roque, Cristo del Santo Entierro y varias pinturas, sobre 6 retablos. El retablo del altar destaca por su altura y su buena conservación. En el frente se halla la imagen de la Asunción de Nuestra Señora. El coro es una pieza posterior, destaca por su sencillez.

- Arquitectura popular. Por todo el pueblo se pueden ver interesantes muestras de la arquitectura popular que todavía siguen en pie, aunque en algunos casos bastante deterioradas. Son de destacar las llamadas chimeneas de cesto, grandes chimeneas troncocónicas que se proyectaban hacia el interior de las viviendas en grandes campanas, en las que hasta hace bien poco podía curarse la matanza. La parte baja es de piedra irregular y en la parte de arriba se conserva el característico entramado de madera, relleno de adobes. Algunas casas conservan todavía el enfoscado primitivo de barro y paja. No solo conforman la arquitectura popular las casas sino también otras construcciones auxiliares como eran los hornos; de forma circular puede contemplarse todavía un ejemplar en bastante buen estado de conservación (ya no).

- Virgen sedente (advocación: Santa María de Cobos)

Ca. segundo tercio del siglo XIV. Madera policromada. Aproximadamente 60 cm de altura. En la iglesia de la Asunción de Nuestra Señora. Procede de la iglesia del despoblado de Cobos.
La Virgen de Cobos se encuentra en la sacristía de la iglesia parroquial, hasta donde se ha desplazado desde la ermita del mismo nombre, edificación que fue con anterioridad la parroquia del despoblado de Cobos. El término de Nuestra Señora de Cobos pertenecía al infantado de Covarrubias, según consta en la escritura fundacional de la abadía e infantado de Covarrubias, firmada por el Conde de Castilla Garci Fernández el 24 de noviembre del año 988. Con posterioridad, en 1484, el abad Diego Fernández Castro cede al concejo de Pinilla Trasmonte el lugar de Cobos con su territorio.
La imagen estuvo en su ermita, como máximo, hasta principios del siglo XIX, centuria en la que el estado de conservación de la edificación era ruinoso, por ello se trasladó a la iglesia parroquial. Al igual que sucede con otras esculturas burgalesas se le ha retallado el velo para darle la forma del cabello, se serró la corona de la Virgen y el cabello infantil fue rebajado a su mínima expresión, probablemente porque se ha utilizado como imagen de vestir. Ha desaparecido la mano derecha de Jesús. La policromía es posterior.
Se trata de una escultura de canon ancho y rotundo en sus formas, similar al empleado en la Virgen del municipio de Butrera, situado en la merindad de Sotoscueva. La posición de ambos es frontal. Las facciones del rostro de María son correctas, de frente amplia, nariz proporcionada y labios finos y alargados. El cabello asomaba por debajo del velo. El cuello es esbelto. Con la mano derecha, orientada hacia arriba y los dedos estirados, sostiene una manzana, en alusión a María como nueva Eva, y con la izquierda al Niño por el hombro, las rodillas se desvían hacia el exterior.
El velo está retallado dando apariencia de una larga melena. El manto bordea el brazo derecho y cubre el pecho por el izquierdo, cruza de derecha a izquierda, desde el extremo derecho de la peana hasta por encima de la rodilla izquierda, formando muchos pliegues semicirculares y concéntricos sobre la pierna derecha, por el lado izquierdo el manto cae recto, esta disposición coincide con la de la Virgen de San Medel. La túnica tiene el talle por encima de la cintura, está ligeramente ablusado y se resalta mediante ceñidor liso, al caer sobre la peana los plegamientos se quiebran, formando abundantes solapamientos. La túnica oculta ambos pies.
El Niño está sentado entre el regazo y la pierna izquierda de su Madre, su rostro es circular, de pequeñas facciones, de las que resalta la nariz, con la mano derecha, a la altura del corazón, sujeta una esfera, las piernas están paralelas y rectas, los pies están descalzos, como es habitual, a la misma altura y paralelos.
Viste con túnica y manto. El manto bordea ambos brazos y cruza de derecha a izquierda sobre el regazo, con la singularidad de que el extremo izquierdo oculta parte de la pierna izquierda y el extremo que procede desde el lado derecho. Desde el lado derecho forma una diagonal por el extremo inferior, en torno a la pierna derecha los pliegues son diagonales, repitiendo la distribución del extremo inferior del manto. Por el izquierdo son verticales. La túnica es holgada, en su caída crea pliegues verticales.
Por la altura del talle de la túnica mariana, la distribución de los drapeados y por estar realizada por un imaginero local, que ha adquirido cierto dominio técnico, puede fecharse en el segundo tercio del siglo XIV.

## Cultura

### Fiestas
Las fiestas mayores se realizan en honor a San Laureano, en torno al 4 de julio. Como curiosidad ese día los habitantes bailan a su santo caminando de espaldas y mirando a la estatua del santo que acompaña portado en andas.
Entre la segunda y tercera semana de agosto, en la que tienen lugar la Semana Cultural con diversos actos culturales. El 15 de agosto ha sido tradicionalmente la fiesta mayor de nuestro pueblo, pero se cambió al 4 de julio, debido a que este día, según cuentan nuestros mayores se producían algún pedrisco que estropeaba las cosechas. Buscando la protección y el amparo de San Laureano, se quedó como fiesta mayor el 4 de julio.
El día 15 de mayo se hace fiesta en honor a San Isidro, patrón de los agricultores.

### Asociación Cultural La Asunción
La Asociación Cultural realiza desde 199. la Semana Cultural con varios actos culturales, siendo la encargada de las fiestas de agosto. Durante estas fiestas, el baile, el teatro, el cine, la pintura, el folklore, los juegos, el ballet y la gastronomía quedan garantizados.
La Asociación Cultural edita una revista anual con el título de El Mirador.
El presidente que más tiempo estuvo en el cargo es Santiago Aparicio, quien ha dedicado parte de su vida a la continuidad de la asociación y la promoción de la cultura en la localidad.
Cabe destacar desde siempre la participación femenina en la consecución de los objetivos de la asociación, sobre todo de aquellas mujeres que de forma altruista colaboran en los preparativos gastronómicos para el día del sopero, que es el último día de la semana cultural donde se hace una comida de hermandad a la que acude la mayor parte de la población. Esta singular comida se ameniza con música y el día siempre acaba en la plaza, alrededor de una gran cazuela de sopas de ajo elaboradas por las mujeres de la localidad.